# Frederik Tryde Lassen
Frederik „Frits“ Andreas Asmus Christian Valdemar Gabriel Tryde Lassen (* 6. September 1838 in Qaqortoq; † 2. Januar 1920 in Næstved) war ein dänischer Kaufmann und kommissarischer Inspektor in Grönland.

## Leben
Frederik Tryde Lassen war der Sohn des Kolonialverwalters Frederik Lassen (1798–1872) und seiner zweiten Ehefrau Inger Hedevig Elisabeth Tryde (1801–1864). Er wurde in Qaqortoq geboren, wo sein Vater zu diesem Zeitpunkt als Kolonialverwalter diente.
Er trat selbst 1855 in Dienste von Den Kongelige Grønlandske Handel und war anfangs Volontär in seinem Geburtsort Qaqortoq. 1857 wechselte er nach Paamiut und im Folgejahr nach Nuuk, wo sein Halbbruder Hans Nicolai Christian Lassen (1824–1898) gerade als kommissarischer Kolonialverwalter angestellt wurde. Von 1863 bis 1864 erhielt er ein Jahr Heimaturlaub. Nach seiner Rückkehr wurde er in Aasiaat angestellt. Am 27. Februar 1865 wurde er zum kommissarischen Handelsassistenten in Ilimanaq ernannt, was er bis 1866 blieb, wo er als kommissarischer Handelsassistent nach Aasiaat zurückkehrte. Am 28. Februar 1868 wurde er festangestellt. Am 1. Juli 1868 heiratete er in Aasiaat Emma Michaeline Jakobine Tryde (1835–1900), Tochter von Frederik Vilhelm Tryde (1795–1875) und seiner Frau Fransine Emilie Huulevad (1799–1875). Sie war seine Cousine 2. Grades. Aus der Ehe ging die 1870 geborene Tochter Emma Frederikke hervor. 1869 wechselte er nach Qeqertarsuaq. 1873 wurde er zum kommissarischen Kolonialverwalter in Sisimiut ernannt, bevor er das Amt 1874 oder 1875 fest erhielt. 1879 wechselte er nach Nuuk. Nach einem Urlaubsjahr von 1881 bis 1882 wurde er zum Kolonialverwalter in Maniitsoq ernannt, kehrte aber schon 1883 nach Nuuk zurück. Nach dem Rücktritt von Hannes Peter Stephensen diente Frederik Tryde Lassen von 1882 bis 1884 nebenher kommissarisch als Inspektor von Südgrönland. Am 6. Februar 1885 wurde er pensioniert und zog nach Dänemark.
Dort arbeitete er zuerst in einer Anwaltskanzlei in Kongens Lyngby und dann ab 1897 als Lotteriekollekteur in Præstø. 1918 ließ er sich endgültig pensionieren, zog daraufhin nach Kopenhagen und im Jahr darauf nach Næstved, wo er Anfang 1920 im Alter von 81 Jahren starb.